# Charanyca notacula
Charanyca notacula là một loài bướm đêm trong họ Noctuidae.